# John Norris (Verleger)
John Norris (* 9. Juni 1934 in West Clandon, Surrey, England; † 31. Januar 2010 in Toronto) war ein in Großbritannien geborener kanadischer Verleger und Musikproduzent sowie Clubbesitzer, Hörfunkmoderator und Musikveranstalter, der als Gründer des Musikmagazins CODA und des Jazzlabels Sackville Records bekannt wurde.

## Leben
Norris hatte in London einen Jazzclub geleitet und war Co-Initiator eines Bunk-Johnson-Fanclubs, bevor er 1956 nach Montréal zog. Dort leitete er 1956/57 die Montreal Traditional Jazz Society. 1957 ließ er sich in Toronto nieder, wo er den Traditional Jazz Club of Toronto leitete; später eröffnete er den Galleon Jazz Club und veranstaltete Konzerte. 1958 gründete er das Magazin Coda, dessen Chefredakteur er bis 1976 war, als dies Bill Smith übernahm. Ursprünglich als Mitteilungsblatt des Traditional Jazz Club initiiert, erschien es ab 1959 mit dem Untertitel The Canadian Jazz Magazine; 1976 als The Jazz Magazine und schließlich 1984 als The Journal of Jazz and Improvised Music, mit dem es sich den zeitgenössischen Spielweisen auch jenseits des Jazz öffnete.
1967 wurde er von dem New Yorker Pianisten Red Richards als Produzent von Aufnahmen mit seiner Band Saints & Sinners angefragt. Daraus entstand das Jazzlabel Sackville Recordings, das Norris 1968 mit Bill Smith gründete. Beginnend mit Aufnahmen vorwiegend des Swing, Mainstream Jazz bis zum Modern Jazz, wie von Ruby Braff, Henri Chaix, Doc Cheatham, Jim Galloway, Abdullah Ibrahim, Keith Ingham, Harold Mabern, Junior Mance, Jay McShann, Ralph Sutton, Barbara Sutton Curtis oder Jesper Thilo, veröffentlichten Norris und Smith später auch Aufnahmen der Jazzavantgarde wie Anthony Braxton, Julius Hemphill, Oliver Lake, Roscoe Mitchell und Archie Shepp.
Norris war außerdem von 1962 bis 1968 im Plattenladen Sam the Record Man in der Yonge Street von Toronto der Manager der Jazz-Abteilung, die sich zu einem der umfangreichsten Bestände von Jazz-Aufnahmen entwickelte. Später wurde sie Teil des Versandgeschäfts im Jazz and Blues Centre, der 1970 von Norris und Smith gegründet wurde.
Neben seinen verlegerischen Tätigkeiten war Norris als Hörfunkmoderator beim Torontoer Lokalsender CHFI und bei CBC aktiv. Außerdem lehrte er an der University of Toronto Jazzgeschichte.
Für sein Lebenswerk wurde er 2008 mit dem kanadischen GMA Canada Lifetime Achievement Award ausgezeichnet.